# 連續按下一億年按鈕的我，回神時已變成最強～落第劍士的學院無雙～
《連續按下一億年按鈕的我，回神時已變成最強～落第劍士的學院無雙～》是日本作家月島秀一所著的輕小說系列，2019年2月1日起於成為小說家吧上連載；同年10月起經富士見Fantasia文庫發行實體書，由擔綱插畫，至今出版共10卷。士土幽太郎作畫的改編漫畫於2020年2月開始連載。
截至2021年6月，系列累積發行超過30萬本。

## 角色列表
以下是廣播劇CD的聲優。

### 主要角色
亞連·羅得爾（聲：花江夏樹）
本作主角。原本是一個毫無習武天份的人。在偶然之下遇上時之仙人，獲得對方給予的一億年按鈕，在時間牢獄中修練了十多億年後，實力大幅提升。
莉亞·維斯堤利亞（聲：竹達彩奈）
本作女主角之一。維斯堤利亞王國的公主。「霸王流」的劍士。
蘿絲·瓦倫西亞（聲：雨宮天）
本作女主角之一。「櫻華一刀流」的正統繼承者。
萊雅·拉斯諾特
千刃學園的理事長。稱號為「黑拳」。同時是千刃學園的OG。過去曾經按下一億年按鈕，在時間牢獄渡過500年後，以一己之力突破時間牢獄。

### 千刃學園
克勞德·斯托羅加諾夫
維斯堤利亞王國的親衛隊長。實際上是一名女性。十分討厭亞連。後來為了保護莉亞而轉學到千刃學園。

### 維斯堤利亞王國
葛利斯·維斯堤利亞
維斯堤利亞王國的國王，莉亞的父親。實際上是一名笨蛋父親，由於溺愛女兒莉亞，因此十分討厭亞連。

### 其他
妲莉雅·羅得爾
亞連的母親。表面上是普通的家庭主婦，實際上是武術高手，能一拳打碎木椅。十分討厭時之仙人。

## 創作
作者稱文庫版第7卷作出了「一直以來最高等級的『超大量的刪改修正』」，進度至「櫻之國篇」序章，快追上網絡連載版的進度。

## 出版書籍

### 輕小說
| 卷數 | KADOKAWA       | KADOKAWA                                                          | 東立出版社    | 東立出版社             |
| 卷數 | 發售日期       | ISBN                                                              | 發售日期      | ISBN / EAN             |
| ---- | -------------- | ----------------------------------------------------------------- | ------------- | ---------------------- |
| 1    | 2019年10月19日 | ISBN 978-4-04-073318-0                                            | 2020年9月24日 | EAN 471-060-104-299-1  |
| 2    | 2019年12月20日 | ISBN 978-4-04-073319-7                                            | 2021年4月26日 | ISBN 978-957-266-708-8 |
| 3    | 2020年2月20日  | ISBN 978-4-04-073587-0                                            | 2022年6月13日 | ISBN 978-957-26-7747-6 |
| 4    | 2020年6月19日  | ISBN 978-4-04-073648-8 ISBN 978-4-04-073647-1（附廣播劇CD特裝版） | 2024年12月9日 | ISBN 978-626-347-648-6 |
| 5    | 2020年10月17日 | ISBN 978-4-04-073813-0                                            |               |                        |
| 6    | 2021年2月20日  | ISBN 978-4-04-073814-7                                            |               |                        |
| 7    | 2021年6月18日  | ISBN 978-4-04-074143-7                                            |               |                        |
| 8    | 2021年11月20日 | ISBN 978-4-04-074144-4                                            |               |                        |
| 9    | 2022年4月20日  | ISBN 978-4-04-074486-5                                            |               |                        |

### 漫畫
| 卷數 | KADOKAWA       | KADOKAWA               |
| 卷數 | 發售日期       | ISBN                   |
| ---- | -------------- | ---------------------- |
| 1    | 2020年10月26日 | ISBN 978-4-04-110702-7 |
| 2    | 2021年5月26日  | ISBN 978-4-04-111049-2 |
| 3    | 2022年1月26日  | ISBN 978-4-04-112014-9 |
| 4    | 2022年8月26日  | ISBN 978-4-04-112856-5 |
| 5    | 2023年3月25日  | ISBN 978-4-04-113509-9 |
| 6    | 2023年12月26日 | ISBN 978-4-04-114237-0 |
| 7    | 2024年9月25日  | ISBN 978-4-04-115270-6 |
| 8    | 2025年3月24日  | ISBN 978-4-04-116013-8 |

## 迴響
截至2021年2月，系列累積發行超過20萬本。截至2021年6月，系列累積發行超過30萬本。

## 外部連結
- 成為小說家吧官方網站（日語）
- 富士見Fantasia文庫特設網站（日語）
- 漫畫連載網站（日語）